# Ajia-do Animation Works
Ajia-do Animation Works Inc. (яп. 株式会社亜細亜堂 кабусики гайся Адзия до:) — японская анимационная студия и производственное предприятие, известное несколькими аниме-сериалами, в том числе Spirit of Wonder, Absolute Boy и некоторыми другими, включая многолетний Nintama Rantarō, транслировавшийся на NHK. Название компании можно перевести как «Храм Азии» или «Зал Азии».

## История
Студия была основана в 1978 году известными аниматорами Цутому Сибаямой, Осаму Кобаяси и Митисирой Ямадой, бывшими сотрудниками анимационной студии A Production, под корпоративным названием Югэн кайся Азия-до (яп. 有限会社亜細亜堂 Югэн кайся Адзия до:). Имя Адзиядо — это псевдоним, используемый Цутому Сибаямой и Осаму Кобаяси.
В 1985 году студия была официально зарегистрирована как Кабусики-гайся (коммерческая корпорация). В 1987 студия выпустила свою первую OVA под названием Twilight Q (яп. トワイライトQ товайрайто Q). В 1990 году была основана материнская компания Dap International Kabushiki-gaisha (яп. ダップインターナショナル株式会社 даппу инта:насёру кабусики-гайся). В 1998 создаётся подразделение для производства цифровой анимации.
В 2005 году студия выпускает аниме-сериал Absolute Boy, срежиссированный Томоми Мотидзуки, премьера которого состоялась на NHK BS2. В 2007 году выходит Emma: A Victorian Romance Second Act, второй сезон сериала Emma: A Victorian Romance.

## Работы

### Телесериалы
- Miracle Girls (1993)
- Nintama Rantarō (1993–2018)
- Wankorobe (1996–1997)
- Kaiketsu Zorori (2004–2005)
- Majime ni Fumajime Kaiketsu Zorori (2005–2007)
- Absolute Boy (2005)
- Kujibiki Unbalance (2006)
- Emma - A Victorian Romance: Second Act (2007)
- DD Fist of the North Star (2013–2015)
- Hokuto no Ken: Ichigo Aji (2015)
- Izetta: The Last Witch (2016)
- How Not to Summon a Demon Lord (2018)
- Ascendance of a Bookworm (2019–2022)
- Kakushigoto (2020)
- Motto! Majime ni Fumajime Kaiketsu Zorori (2020–н. в.)
- Kemono Jihen (2021)
- Revenger (2023)

### Полнометражные фильмы
- Maison Ikkoku: Kanketsuhen (1988)
- Eiga Nintama Rantarō (1996)
- Majime ni Fumajime Kaiketsu Zorori: Nazo no Otakara Daisakusen (2006)
- You Are Umasou (2010)
- Gekijō-ban Anime Nintama Rantarō Ninjutsu Gakuen Zenin Shutsudō! no Dan (2011)
- Magic Tree House (2011)
- Kaiketsu Zorori Da-Da-Da-Daibouken! (2012)
- Kaiketsu Zorori: Mamoru ze! Kyouryuu no Tamago (2013)
- Kaiketsu Zorori: Uchū no Yūsha-tachi (2015)
- Eiga Kaiketsu Zorori ZZ no Himitsu (2017)
- Bokura no Nanokakan Sensō (2019)[2]
- Kakushigoto (2021)

### OVA/ONA
- Time Knot: Reflection (1987)
- Shiratori Reiko de Gozaimasu! (1990)
- Here Is Greenwood (1991–1993)
- Spirit of Wonder: Chaina-san no Yūutsu (1992)
- Yokohama Kaidashi Kikō (1998)
- Azumanga Web Daioh (2000)
- Spirit of Wonder (2001–2004)
- Yokohama Kaidashi Kikō: Quiet Country Cafe (2002–2003)
- Genshiken (2006–2007)
- Ascendance of a Bookworm (2020)

## Известные сотрудники

### Режиссёры
| - Цутому Сибаяма - Осаму Кобаяси - Хидэо Каваути - Юмико Суда | - Томоми Мотидзуки - Цунэо Кобаяси - Хироки Нэгиси - Сэйдзи Киси | - Томоко Ивасаки - Масааки Юаса |

### Аниматоры
| - Митисиро Ямада - Ёсиаки Янагида - Масая Фудзимори - Хидэюки Фунакоси | - Кинъитиро Судзуки - Юко Икуно - Масаюки Сэкинэ - Хироси Кавагути | - Мицуюки Мусаки - Яёй Ёсикава - Юити Накадзима - Юки Нисиока | - Норико Огино - Цуёси Итики - Ясухиро Эндо |